# Leonie Hendrickson
Leonie Beyonce Hendrickson (* 3. Oktober 1990) ist eine ehemalige britische Biathletin und Skilangläuferin.
Leonie Hendrickson diente beim Adjutant General’s Corps. Sie lebt in Tamworth und war zeitweise in Paderborn stationiert. Bei den Britischen Skilanglauf- und Biathlon-Meisterschaften 2010 in Ruhpolding gewann sie mit Amanda Lightfoot, Nerys Jones und Mel Vaggers die Teamwertung. Mit der Langlaufstaffel des Adjutant General’s Corps gewann sie mit diesen Dreien den Vizemeistertitel. Ihr öffentlicher Auftritt beschränkt sich allerdings auf diese Meisterschaft, sodass die Britin seither nicht mehr in Erscheinung trat.